# Zaluzianskya pulvinata
Zaluzianskya pulvinata är en flenörtsväxtart som beskrevs av Killick. Zaluzianskya pulvinata ingår i släktet Zaluzianskya och familjen flenörtsväxter. Inga underarter finns listade i Catalogue of Life.